# Liste der Monuments historiques in Avrechy
Die Liste der Monuments historiques in Avrechy führt die Monuments historiques in der französischen Gemeinde Avrechy auf.

## Liste der Bauwerke
| Bezeichnung      | Beschreibung              | Standort | Kennzeichnung | Schutzstatus | Datum | Bild           |
| ---------------- | ------------------------- | -------- | ------------- | ------------ | ----- | -------------- |
| Kirche St-Lucien | Erbaut im 12. Jahrhundert | (Lage)   | PA00114489    | Classé       | 1950  | weitere Bilder |

## Liste der Objekte
| Bezeichnung                                                                     | Beschreibung          | Standort                       | Kennzeichnung | Schutzstatus | Datum | Bild |
| ------------------------------------------------------------------------------- | --------------------- | ------------------------------ | ------------- | ------------ | ----- | ---- |
| Bank des Kirchenvorstands                                                       | Holz, 18. Jahrhundert | in der Kirche St-Lucien (Lage) | PM60004726    | Inscrit      | 2005  |      |
| Bleiglasfenster Nr. 9: Fragment mit Engeln (auf dem Foto oben rechts und links) | 16. Jahrhundert       | in der Kirche St-Lucien (Lage) | PM60000051    | Classé       | 1906  |      |